# Xiantao
Xiantao (仙桃市S, XiāntáoP) è una città-contea e sub-prefettura della Cina, situata nella provincia di Hubei.